# Центнер, Фома Францевич
Фома Францевич Центнер (нем. Thomas Zentner, 1864—1917) — управляющий имением, депутат Государственной думы II созыва от Херсонской губернии.

## Биография
По национальности немец, по вероисповеданию католик, поселянин. Принадлежал по крайней мере ко второму поколению переселенцев, так его отец Франц Центнер (1830—?) родился уже, по-видимому, на Украине. Мать — Мария Катарина урождённая Швинд (Schwind) (1840—?). Грамоте обучался  дома. Служил управляющим имения в деревне Звенигородке Мостовской волости Ананьевского уезда Херсонской губернии. Состоял в партии «Союз 17 октября». Занимался сельским хозяйством на собственной земле площадью 615 десятин.
6 февраля 1907 избран в Государственную думу II созыва от общего состава выборщиков Херсонского губернского избирательного собрания. Вошёл в состав фракции «Союза 17 октября». Состоял в думской Комиссии о свободе совести.
Детально дальнейшая судьба неизвестна. По некоторым сведениям умер в 1917 году.

## Семья
- Жена (с 1887) — Анна-Мария Зелингер (Selinger) (3.03.1868—?)[1]
  - Дочь — Катерина в замужестве Хельбинг (Hеlbing)[1]
  - Сын — Адриан[1]
  - И ещё 5 детей[1].
- Брат — Леонард[1]
- Брат — Якоб[1]
- И ещё 3 братьев или сестёр[1]

### Архивы
- Российский государственный исторический архив. Фонд 1278. Опись 1 (2-й созыв). Дело 475; Дело 554. Лист 9.